# El Dacs
El Dacs és una masia de Gurb (Osona) inclosa a l'Inventari del Patrimoni Arquitectònic de Catalunya.

## Descripció
La masia està formada per dos cossos annexes amb un portal rodó cada un, amb un arc semicircular format per dovelles a la part superior que es recolza sobre les rebranques de carreus.
El cos principal és de planta quadrada, cobert amb una teulada a quatre vessants regulars. La majoria de les obertures del primer pis són balcons de barrots de ferro forjat, mentre que al pis superior les obertures formen un arc sobreposat a la part superior de la finestra i estan tancades per unes petites balustrades de pedra.
El segon cos és adossat a l'anterior i es caracteritza pels dos pisos de porxos. El primer amb una arcada cega de mig punt i la superior, encara oberta, amb arcs carpanells molt rebaixats.
Molí de vent
Estructura metàl·lica amb base d'obra, utilitzat per moldre grans.

## Història
Aquesta masia, malgrat el seu aspecte, en part senyorial, forma part del conjunt de masies de Gurb que conserven el seu aspecte original perquè les remodelacions i noves construccions que s'hi ha anat fent, la majoria amb la intenció de rehabilitar alguns desperfectes, han estat prudents.